# Gerhard Deiss
Gerhard Werner Wolfgang Deiss (* 30. Dezember 1950 in Wien; † 24. Mai 2021) war ein österreichischer Diplomat. Er war von 2003 bis 2007 österreichischer Botschafter in Marokko, mitakkreditiert in Mauretanien, und von 2010 bis 2015 Botschafter im Senegal mit Zuständigkeit für acht weitere westafrikanische Staaten. Er trat auch als Buchautor sowie ab 2015 als Komponist in Erscheinung.

## Leben

### Ausbildung
Deiss maturierte 1968 am Theresianum in Wien und studierte bis 1972 an der Universität Wien Rechtswissenschaften. Seine Promotion zum Dr. jur. erfolgte im Dezember 1972. Nach Präsenzdienst und Gerichtsjahr besuchte er von 1974 bis 1976 die Diplomatische Akademie in Wien. Von 1968 bis 1970 studierte Deiss auch an der damaligen Wiener Musikakademie (der heutigen Universität für Musik und darstellende Kunst Wien) Musiktheorie und Komposition bei Friedrich Neumann.

### Diplomatische Laufbahn
Nach seinem Eintritt in den österreichischen Auswärtigen Dienst war Deiss von 1976 bis 1979 im Völkerrechtsbüro tätig. 1979 wechselte er an die damalige österreichische Mission bei den Europäischen Gemeinschaften in Brüssel, von 1983 bis 1986 war er stellvertretender Missionschef an der österreichischen Botschaft in Berlin (zuständig für die damalige DDR). Er arbeitete von 1986 bis 1990 im Generalsekretariat des österreichischen Außenministeriums und war dort stellvertretender Leiter ab 1988. Es folgten Auslandsaufenthalte von 1990 bis 1994 an der Botschaft in New Delhi und von 1994 bis 1997 an der Botschaft in Budapest, jeweils in der Funktion des stellvertretenden Missionschefs. Zurückgekehrt in das Außenministerium in Wien leitete er von 1997 bis 2003 die Abteilung für den EU-Binnenmarkt und Koordination der Angelegenheiten des Ausschusses Ständiger Vertreter I in Brüssel.
Er wurde 2003 zum österreichischen Botschafter in Rabat (Marokko) ernannt. Zwischen 2007 und 2010 leitete er in Wien die Abteilung für allgemeine Rechts- und Konsularfragen, ehe er 2010 seinen Posten als österreichischer Botschafter in Dakar (Senegal) antrat. Diesen Posten bekleidete er bis zum März 2015, danach trat er den Ruhestand an.

### Privates
Gerhard Deiss war ab 1978 mit Claudia Deiss-Lessiak verheiratet. Er hatte zwei Töchter.

## Auszeichnungen
- Commander of the Order of Al-Istiqlal (Jordanien),
- Ouissam Alaouite de l’Ordre de Grand Officier (Marokko)

## Veröffentlichungen

### Musik
- Uraufführung des Streichquartetts op.11[4]
- Uraufführung eines Auftragswerks beim XXXII. Chopinfestival in Gaming/NÖ[5]
- Uraufführung des Streichquartetts op.22 durch das Aronquartett am 19. März 2019[6]